# Дитячого санаторію
Дитячого санаторію (рос. Детского санатория) — селище в Городецькому районі Нижньогородської області Російської Федерації.
Населення становить 96 осіб. Входить до складу муніципального утворення Кумохинська сільрада.

## Історія
Від 2009 року входить до складу муніципального утворення Кумохинська сільрада.

## Населення
| 2002 | 2010 |
| ---- | ---- |
| 125  | ↘96  |